# Ádám Szalai
Ádám Csaba Szalai (sinh ngày 9 tháng 12 năm 1987) là một cầu thủ bóng đá chuyên nghiệp người Hungary thi đấu ở vị trí tiền đạo.
Anh dành phần lớn sự nghiệp chơi bóng ở Đức, ký hợp đồng năm 2004 với Stuttgart và tiếp tục khoác áo Mainz 05, Schalke 04, 1899 Hoffenheim và Hannover 96. Anh cũng có 3 năm chơi bóng ở Tây Ban Nha trong màu áo Real Madrid Castilla.
Là một tuyển thủ quốc gia Hungary từ năm 2009 đến năm 2022, Szalai đã cùng đội tuyển dự Euro 2016 và Euro 2020.

## Sự nghiệp cấp câu lạc bộ

### Những năm đầu tiên / Stuttgart
Szalai khởi nghiệp bóng đá tại quê nhà Budapest, anh thi đấu cho các đội Budapest Honvéd FC và Újpest FC. Năm 2004, anh chuyển sang Đức để phát triển sự nghiệp, dành hai năm tập luyện tại học viện trẻ của VfB Stuttgart.
Szalai có trận ra mắt chuyên nghiệp ở mùa bóng 2006–07 khi chơi cho đội dự bị tại giải Regionalliga Süd.

### Real Madrid Castilla
Tháng 8 năm 2007, Szalai chuyển tới Real Madrid Castilla, tức đội dự bị của câu lạc bộ Real Madrid với mức phí khoảng 500.000 euro.
Ở mùa bóng thứ hai tại Segunda División B – hạng đấu duy nhất mà anh ra sân trong thời gian chơi bóng ở Tây Ban Nha – anh ghi 16 bàn thắng sau 37 trận, nhưng đội bóng chỉ xếp thứ 6, qua đó bỏ lỡ cơ hội dự loạt trận play-off.

### Mainz
Ngày 9 tháng 1 năm 2010, Real Madrid đem Szalai cho câu lạc bộ 1. FSV Mainz 05 của Đức mượn đến tháng 6. Anh có trận ra mắt giải Bundesliga 7 hôm sau, anh vào sân từ ghế dự bị ở phút thứ 63trong trận thua 2–4 trên sân khách trước Bayer 04 Leverkusen.
Szalai ghi bàn thắng đầu tiên cho Mainz trong trận thắng 1–0 trên sân nhà trước Borussia Dortmund vào ngày 10 tháng 4 năm 2010. Anh kiến tạo bàn thứ hai vào lưới FC Bayern Munich vào ngày 25 tháng 9 năm trong chiến thắng 2–1 trên sân khách, với một cú sút uy lực vào góc cao khung thành, tạo nên chuỗi 6 trận thắng liên tiếp của câu lạc bộ vùng Rhineland-Palatinate ở mùa giải ấy, về sau kéo dài đến 7 trận; vào ngày 29 tháng 1 năm 2011, tại 1. FC Kaiserslautern, cầu thủ này gặp chấn thương đầu gối – dây chằng chéo – buộc anh phải nghỉ thi đấu cho đến hết mùa giải.
Ngày 22 tháng 1 năm 2012, Szalai trở lại thi đấu cùng Mainz sau chấn thương, anh chơi nửa hiệp hai của trận thua 2–3 tại Leverkusen. Ngày 1 tháng 8 anh ký hợp đồng gia hạn với câu lạc bộ với thời hạn kéo dài đến tháng 6 năm 2015 vào ngày 27 tháng 10, anh lập cú hat-trick đầu tiên cho đội bóng trong trận thắng 3–0 trên sân nhà trước TSG 1899 Hoffenheim.
Ngày 10 tháng 2 năm 2013, Szalai ghi bàn thắng thứ 12 tại giải vô địch Đức 2012–13 gặp FC Augsburg, qua đó trở thành chân sút người Hungary thi đấu hiệu quả nhất trong một mùa giải ở hạng đấu cao nhất của Đức, vượt qua cả Lajos Détári và Vasile Miriuță - người đã kiến tạo 11 bàn lần lượt cho Eintracht Frankfurt ở mùa 1987–88 và FC Energie Cottbus ở mùa 2000–01. Ngày 15 tháng 4, Sky Sports đăng một bài viết về cầu thủ mà Horst Heldt, huấn luyện viên của FC Schalke 04 được cho là thể hiện sự quan tâm đến việc ký hợp đồng với anh, trong lúc chờ đội bóng giành vé dự UEFA Champions League để đủ tiền thực hiện vụ chuyển nhượng.

## Thống kê sự nghiệp

### Câu lạc bộ
Tính đến trận đấu ngày 26 tháng 11 năm 2020
| Câu lạc bộ           | Mùa                | Giải               | Giải    | Giải      | Cúp     | Cúp       | Liên lục địa | Liên lục địa | Tổng cộng | Tổng cộng |
| Câu lạc bộ           | Mùa                | Hạng đấu           | Số trận | Bàn thắng | Số trận | Bàn thắng | Số trận      | Bàn thắng    | Số trận   | Bàn thắng |
| -------------------- | ------------------ | ------------------ | ------- | --------- | ------- | --------- | ------------ | ------------ | --------- | --------- |
| Stuttgart II         | 2006–07            | Regionalliga Süd   | 33      | 5         | —       | —         | —            | —            | 33        | 5         |
| Real Madrid Castilla | 2007–08            | Segunda División B | 21      | 4         | —       | —         | —            | —            | 21        | 4         |
| Real Madrid Castilla | 2008–09            | Segunda División B | 37      | 16        | —       | —         | —            | —            | 37        | 16        |
| Real Madrid Castilla | 2009–10            | Segunda División B | 13      | 3         | —       | —         | —            | —            | 13        | 3         |
| Real Madrid Castilla | Tổng cộng          | Tổng cộng          | 71      | 23        | —       | —         | —            | —            | 71        | 23        |
| Mainz 05             | 2009–10            | Bundesliga         | 15      | 1         | 0       | 0         | —            | —            | 15        | 1         |
| Mainz 05             | 2010–11            | Bundesliga         | 20      | 4         | 2       | 1         | —            | —            | 22        | 5         |
| Mainz 05             | 2011–12            | Bundesliga         | 15      | 3         | 0       | 0         | 0            | 0            | 15        | 3         |
| Mainz 05             | 2012–13            | Bundesliga         | 29      | 13        | 4       | 2         | —            | —            | 33        | 15        |
| Mainz 05             | Tổng cộng          | Tổng cộng          | 79      | 21        | 6       | 3         | —            | —            | 85        | 24        |
| Schalke 04           | 2013–14            | Bundesliga         | 28      | 7         | 3       | 0         | 9            | 2            | 40        | 9         |
| 1899 Hoffenheim      | 2014–15            | Bundesliga         | 26      | 4         | 1       | 1         | —            | —            | 27        | 5         |
| 1899 Hoffenheim      | 2015–16            | Bundesliga         | 4       | 0         | 1       | 0         | —            | —            | 5         | 0         |
| 1899 Hoffenheim      | 2016–17            | Bundesliga         | 22      | 8         | 1       | 0         | —            | —            | 23        | 8         |
| 1899 Hoffenheim      | 2017–18            | Bundesliga         | 18      | 5         | 0       | 0         | 2            | 0            | 20        | 5         |
| 1899 Hoffenheim      | 2018–19            | Bundesliga         | 30      | 6         | 2       | 0         | 5            | 0            | 37        | 6         |
| 1899 Hoffenheim      | 2019–20            | Bundesliga         | 0       | 0         | 1       | 0         | —            | —            | 1         | 0         |
| 1899 Hoffenheim      | Tổng cộng          | Tổng cộng          | 100     | 23        | 6       | 1         | 7            | 0            | 113       | 24        |
| Hannover 96 (mượn)   | 2015–16            | Bundesliga         | 12      | 0         | —       | —         | —            | —            | 12        | 0         |
| Mainz 05             | 2019–20            | Bundesliga         | 27      | 1         | —       | —         | —            | —            | 27        | 1         |
| Mainz 05             | 2020–21            | Bundesliga         | 8       | 0         | 2       | 1         | —            | —            | 10        | 1         |
| Mainz 05             | Tổng cộng          | Tổng cộng          | 35      | 1         | 2       | 1         | 0            | 0            | 37        | 2         |
| Tổng kết sự nghiệp   | Tổng kết sự nghiệp | Tổng kết sự nghiệp | 358     | 80        | 17      | 5         | 16           | 2            | 391       | 87        |

1. 1 2  Số trận thi đấu tại UEFA Champions League
2. ↑  Một trận đá tại UEFA Champions League, một trận đá tại UEFA Europa League

### Cấp đội tuyển
Tính đến 26 tháng 9 năm 2022
| Tuyển quốc gia    | Mùa       | Số trận | Số bàn thắng |
| ----------------- | --------- | ------- | ------------ |
| Đội tuyển Hungary | 2009      | 1       | 0            |
| Đội tuyển Hungary | 2010      | 5       | 4            |
| Đội tuyển Hungary | 2011      | 0       | 0            |
| Đội tuyển Hungary | 2012      | 8       | 3            |
| Đội tuyển Hungary | 2013      | 5       | 0            |
| Đội tuyển Hungary | 2014      | 4       | 1            |
| Đội tuyển Hungary | 2015      | 6       | 0            |
| Đội tuyển Hungary | 2016      | 11      | 5            |
| Đội tuyển Hungary | 2017      | 2       | 1            |
| Đội tuyển Hungary | 2018      | 10      | 5            |
| Đội tuyển Hungary | 2019      | 9       | 2            |
| Đội tuyển Hungary | 2020      | 6       | 0            |
| Đội tuyển Hungary | 2021      | 11      | 4            |
| Đội tuyển Hungary | 2022      | 8       | 1            |
| Tổng cộng         | Tổng cộng | 86      | 26           |

### Bàn thắng cho đội tuyển
Tính đến 23 tháng 9 năm 2022 (Liệt kê bàn thắng của trước Hungary, cột tỉ số cho biết tỉ số sau mỗi bàn thắng của Szalai)
| No. | Ngày                 | Nơi tổ chức                                     | Đối thủ        | Tỉ số | Kết quả | Giải đấu                      |
| --- | -------------------- | ----------------------------------------------- | -------------- | ----- | ------- | ----------------------------- |
| 1.  | 8 tháng 10 năm 2010  | Ferenc Puskás, Budapest, Hungary                | San Marino     | 2–0   | 8–0     | Vòng loại UEFA Euro 2012      |
| 2.  | 8 tháng 10 năm 2010  | Ferenc Puskás, Budapest, Hungary                | San Marino     | 4–0   | 8–0     | Vòng loại UEFA Euro 2012      |
| 3.  | 8 tháng 10 năm 2010  | Ferenc Puskás, Budapest, Hungary                | San Marino     | 5–0   | 8–0     | Vòng loại UEFA Euro 2012      |
| 4.  | 12 tháng 10 năm 2010 | Sân vận động Olympic, Helsinki, Phần Lan        | Phần Lan       | 1–0   | 2–1     | Vòng loại UEFA Euro 2012      |
| 5.  | 29 tháng 2 năm 2012  | ETO Park, Győr, Hungary                         | Bulgaria       | 1–0   | 1–1     | Giao hữu                      |
| 6.  | 7 tháng 9 năm 2012   | Estadi Comunal, Andorra la Vella, Andorra       | Andorra        | 3–0   | 5–0     | Vòng loại FIFA World Cup 2014 |
| 7.  | 16 tháng 10 năm 2012 | Ferenc Puskás, Budapest, Hungary                | Thổ Nhĩ Kỳ     | 2–1   | 3–1     | Vòng loại FIFA World Cup 2014 |
| 8.  | 14 tháng 10 năm 2014 | Tórsvøllur, Torshavn, Quần đảo Faroe            | Quần đảo Faroe | 1–0   | 1–0     | Vòng loại UEFA Euro 2016      |
| 9.  | 14 tháng 6 năm 2016  | Sân vận động Bordeaux mới, Bordeaux, Pháp       | Áo             | 1–0   | 2–0     | UEFA Euro 2016                |
| 10. | 7 tháng 10 năm 2016  | Groupama Arena, Budapest, Hungary               | Thụy Sĩ        | 1–1   | 2–3     | Vòng loại FIFA World Cup 2018 |
| 11. | 7 tháng 10 năm 2016  | Groupama Arena, Budapest, Hungary               | Thụy Sĩ        | 2–2   | 2–3     | Vòng loại FIFA World Cup 2018 |
| 12. | 10 tháng 10 năm 2016 | Sân vận động Skonto, Riga, Latvia               | Latvia         | 2–0   | 2–0     | Vòng loại FIFA World Cup 2018 |
| 13. | 13 tháng 11 năm 2016 | Groupama Arena, Budapest, Hungary               | Andorra        | 4–0   | 4–0     | Vòng loại FIFA World Cup 2018 |
| 14. | 31 tháng 8 năm 2017  | Groupama Arena, Budapest, Hungary               | Latvia         | 2–0   | 3–1     | Vòng loại FIFA World Cup 2018 |
| 15. | 23 tháng 3 năm 2018  | Groupama Arena, Budapest, Hungary               | Kazakhstan     | 1–2   | 2–3     | Giao hữu                      |
| 16. | 15 tháng 10 năm 2018 | A. Le Coq Arena, Tallinn, Estonia               | Estonia        | 2–1   | 3–3     | UEFA Nations League 2018–19   |
| 17. | 15 tháng 10 năm 2018 | A. Le Coq Arena, Tallinn, Estonia               | Estonia        | 3–3   | 3–3     | UEFA Nations League 2018–19   |
| 18. | 15 tháng 11 năm 2018 | Groupama Arena, Budapest, Hungary               | Estonia        | 2–0   | 2–0     | UEFA Nations League 2018–19   |
| 19. | 18 tháng 11 năm 2018 | Groupama Arena, Budapest, Hungary               | Phần Lan       | 1–0   | 2–0     | UEFA Nations League 2018–19   |
| 20. | 24 tháng 3 năm 2019  | Groupama Arena, Budapest, Hungary               | Croatia        | 1–1   | 2–1     | Vòng loại UEFA Euro 2020      |
| 21. | 15 tháng 11 năm 2019 | Puskás Aréna, Budapest, Hungary                 | Uruguay        | 1–2   | 1–2     | Giao hữu                      |
| 22. | 25 tháng 3 năm 2021  | Puskás Aréna, Budapest, Hungary                 | Ba Lan         | 2–0   | 3–3     | Vòng loại FIFA World Cup 2022 |
| 23. | 28 tháng 3 năm 2021  | Sân vận động San Marino, Serravalle, San Marino | San Marino     | 1–0   | 3–0     | Vòng loại FIFA World Cup 2022 |
| 24. | 23 tháng 6 năm 2021  | Allianz Arena, Munich, Đức                      | Đức            | 1–0   | 2–2     | UEFA Euro 2020                |
| 25. | 8 tháng 9 năm 2021   | Puskás Aréna, Budapest, Hungary                 | Andorra        | 1–0   | 2–1     | Vòng loại FIFA World Cup 2022 |
| 26. | 23 tháng 9 năm 2022  | Red Bull Arena, Leipzig, Đức                    | Đức            | 1–0   | 1–0     | UEFA Nations League 2022–23   |

## Danh hiệu
Cá nhân
- Cầu thủ bóng đá Hungary của năm: 2012[18]
- Schalke: Hạng 3 Bundesliga mùa 2013-2014
- TSG 1899 Hoffenheim: Hạng 3 Bundesliga mùa 2017-2018